# Пфайфхофер, Морис
Морис Пфайфхофер (нем. Moris Pfeifhofer, род. 18 октября 1988 года в Бюлахе, Швейцария) — швейцарский фигурист, выступавший в одиночном катании. Двукратный (2005 и 2007 годы) бронзовый призёр национального чемпионата, чемпион Швейцарии среди юниоров 2003 года, серебряный призёр чемпионата Швейцарии 2008.
Состязаясь на детском уровне, показывал большие успехи. Затем также показывал высокие результаты в соревнованиях уровня новичков и юниоров, на взрослом уровне впервые выступил в сезоне 2003—2004. Первую медаль на взрослых турнирах получил в 2005 году.
Карьера Пфайфхофера включала в себя участие на крупных международных состязаниях. В частности, он четыре раза выступал на чемпионатах мира среди юниоров (с 2005 по 2008 годы) и занял соответственно 18-е, 14-е, 17-е и 12-е места. Кроме того, Морис три раза принимал участие во взрослых чемпионатах Европы. Первый раз — в 2007 году, где он занял 14-е место с общей суммой в 163,08.
Второй раз — в 2008 году, где он остановился на 22-й строчке с общей суммой в 144,32. Третий раз в своей карьере он выступил на чемпионате Европы в сезоне 2010−2011, где занял после короткой программы 26-ю позицию с суммой баллов 46,89 и поэтому не отобрался для участия в произвольной программе.
Весной 2011 года Морис завершил выступления.

## Биография
Морис Пфайфхофер родился 18 октября 1988 года в Бюлахе, Швейцария, в семье проект-менеджера Хельмута Пфайфхофера и домохозяйки Маргрит Пфайфхофер. У Пфайфхофера есть сестра, Анна.
Пфайфхофер начал обучаться в начальной школе города Нидерглат. С 2001 по 2004 год он учился в цюрихской школе спорта и искусства. Позднее он посещал занятия в колледже сети AKAD.

### Первые шаги в фигурном катании
Впервые Морис встал на коньки в возрасте пяти лет. В шесть лет он стал заниматься в группе у тренера Дианы Майер. В 1994 году стал членом клуба по фигурному катанию «Zurich Oerlikon FSC». А когда ему было семь, он уже начал брать уроки у тренеров бюлахского клуба по фигурному катанию (нем. Bülacher Eislaufclubs (BEC)) — супружеской пары Марка и Аниты Пеппердэй, выходцев из Англии. В семь лет Морис также принял участие в первом в своей жизни спортивном состязании.
В 1998 году, в городе Мерано, Пфайфхофер впервые выступил на турнире «Alpenpokal» («Кубке Альп»), на детском уровне (нем. Jugend). Там он стал вторым, но в следующем году на том же турнире, теперь проходившем в Оберстдорфе, уже одержал победу. Также в 1999 году, уже на уровне «Новичок», состоялся его дебют на турнире «Кубок Хайко Фишера» (нем. Heiko-Fischer-Pokal), традиционно проходящем в Штутгарте. На этом соревновании Морис занял шестое место. В 2000 году он ещё раз принял участие в этих двух турнирах, при этом на «Кубке Альп» в Ленцерхайде стал победителем, а на «Кубке Хайко Фишера» — серебряным призёром.
Первый в жизни Мориса национальный чемпионат состоялся, когда ему было всего десять лет, и он с первого раза стал чемпионом Швейцарии среди мальчиков. В то время Пфайфхофер уже умел делать двойной аксель и тройной сальхов. А на втором по счету в своей жизни национальном чемпионате, в 2000 году в Бюлахе, он уже соревновался на подростковом уровне и стал вице-чемпионом, проиграв только своему основному сопернику Эрланду Мёкли из Фрибура. При этом, если Морису было на тот момент всего 13 лет, то Мёкли был на пять лет старше.

### 2001—2003: ранняя карьера
В сезоне 2000—2001, Морис занял первое место на Кубке Хайко Фишера в феврале 2001 года. А одним из первых крупных соревнований в его карьере стал турнир Triglav Trophy 2001 (местом проведения соревнований Triglav Trophy является словенский город Есенице). Морис участвовал в соревновании среди новичков с 18 по 22 апреля 2001 года. Там он стал вторым вслед за американцем Треем Роузом.
В сезоне 2001-2002 Морис Пфайфхофер впервые выступил на юниорском чемпионате Швейцарии, который в том году прошёл в городе Цюрих 20-22 декабря 2001 года. В короткой программе он показал самый лучший результат, но в произвольной занял только третье место и в итоге занял третье общее место из пяти участников, вслед за Жианом Рагетом и Даниэлем Видмером. Зато в следующем году на юниорском национальном чемпионате в Цуге он завоевал серебро, уступив лишь гражданину Франции Йоанну Десло. В январе 2003 года он выступил на чемпионате Германии — соседней со Швейцарией страны. В 2003 году чемпионат проходил в Оберстдорфе, и Пфайфхофер добился там победы в турнире юниоров. А в конце февраля Морис, продолжая состязаться в юниорской возрастной категории, выступил на «Кубке Хайко Фишера», где занял второе место из девяти возможных, проиграв только известному немцу Петеру Либерсу. Примерно через месяц, в конце марта, Морис поехал в итальянский город Сельва, чтобы состязаться среди юниоров на турнире Gardena Spring Trophy, и стал там восьмым в короткой программе и девятым в произвольной. В итоге он тоже стал девятым из 16 участников.
В начале сентября сезона 2003-2004 Морис участвовал в состязании «JGP Skate Slovakia» в Братиславе, где показал лишь 20-й результат в короткой программе. В произвольной же он поправил своё положение — остановился на 13-й строчке, что помогло ему в итоге занять 15-е из 25 возможных мест. А в конце октября, в Загребе, также на этапах юниорского Гран-при, Морису удалось занять 10-е место из 22-х по итогам двух программ (в короткой он был лишь 14-м, зато в произвольной — 9-м).
В том сезоне также состоялся дебют Пфайфхофера на соревнованиях взрослого уровня — в декабре 2003 года он выступил на чемпионате Швейцарии 2004 года. Там он занял четвёртое место, проиграв Стефану Ламбьелю, Патрику Майеру и Джамалу Отману, в то же время обыграв Михаэля Ганзера (гражданина Германии) и Андре Кильхеманна. Затем он снова принял участие на турнире «Heiko-Fischer-Pokal», но теперь уже на взрослом уровне. После короткой программы он шёл лишь на восьмой строчке, в произвольной же стал пятым и занял итоговое пятое место вслед за Фредериком Паульсом, которому он последовательно проиграл одну позицию и в короткой, и в произвольной программах. Чуть позже он снова участвовал в соревновании Gardena Spring Trophy (который в тот раз прошёл в Южном Тироле), где стал седьмым в короткой программе, пятым в произвольной и шестым в итоге.
В этом же, 2004 году, благотворительный фонд Fritz-Gerber-Stiftung для одарённых детей и юношества оказал Пфайфхоферу материальную помощь, благодаря чему он смог тренироваться в Оберстдорфе у немецкого тренера Михаэля Хута вместе с чемпионкой Италии Каролиной Костнер. Благодарность родителей Мориса была опубликована на сайте фонда. Известно также, что в апреле 2004 года Пфайфхофер впервые исполнил тройной лутц, а в мае он уже умел делать тройные прыжки всех видов, кроме акселя.

### 2004—2006: путь наверх
В сезоне 2004—2005 Морис уже соревновался по новой судейской системе. На этапе юниорского Гран-при в Будапеште он получил 49,52 балла в короткой программе, в то время как в произвольной — 83,17.
Всё это привело к общему девятому месту на соревновании. На этапе Гран-при в Белграде баллы Пфайфхофера оказались ниже — 120,58 всего при итоговом десятом месте (вслед за немцем Клеменсом Бруммером) (41,96 за короткую, 78,62 за произвольную).
В январе 2005 года в Лозанне Морис впервые в своей карьере поднялся на пьедестал на взрослых соревнованиях. Это произошло на национальном чемпионате. После короткой программы Морис занимал пятую строчку, но в произвольной уступил лишь двум спортсменам: Стефану Ламбьелю и Джамалу Отману. Итог — первая в карьере бронзовая медаль. Также в 2005 году Пфайфхофер впервые участвовал на юниорском чемпионате мира, который состоялся в канадском городе Китченере, Онтарио. На этом соревновании он занял 18-е место с общей суммой баллов 130,88 после того, как в короткой программе остановился на 17-й строчке с суммой баллов 48,04, а в произвольной показал 19-й результат.
Сезон 2005—2006 для Мориса начался с участия в этапах юниорского Гран-при в Таллине и Софии, где он занял соответственно 8-е и 10-е места. За этим последовало участие на внутреннем чемпионате в городе Бьяска (округ Ривьера), где Морис стал четвёртым с результатом 122,79 балла. После короткой программы он занимал только 7-ю строчку, зато в произвольной добрался до третьей. Завершением сезона стало участие во втором для него юниорском чемпионате мира в Любляне. Общая сумма 150,21 обеспечила ему 14-е место.

### 2006—2008: прорыв на крупные турниры
Сезон 2007—2008 Морис начал с участия в этапах юниорского Гран-при. На этапе в Будапеште он занял 6-е место, в то время как на этапе Harghita Cup в Румынии— 8-е.
С 7 по 9 декабря 2006 года в Женеве прошёл чемпионат Швейцарии, на котором у Мориса снова получилось замкнуть тройку медалистов. В короткой программе он получил за выступление 47,74 очка, в произвольной — 112,67.

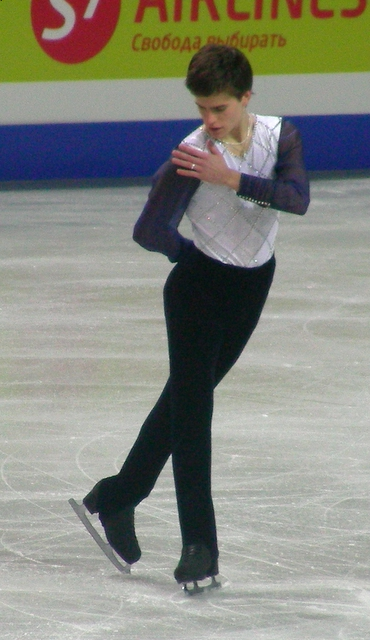
Морис Пфайфхофер на чемпионате Европы в Варшаве 2007

Третье место на национальном чемпионате позволило Пфайфхоферу впервые принять участие на чемпионате Европы. В короткой программе Морис стартовал под номером 21.
Из прыжковых элементов он исполнил каскад «тройной лутц + двойной тулуп», тройной флип и двойной аксель. Безошибочный прокат позволил Морису занять по итогам всей короткой программы 14-ю строчку с суммой баллов 57,89. Он был доволен своим выступлением, о чём рассказал в своём интервью::

Я здесь для того, чтобы получить хороший опыт. В своей короткой программе я сделал всё, что планировал — для меня это отлично.
Вы удовлетворены сейчас?
Да, я установил новый личный рекорд. Этого я не ожидал — на юниорском чемпионате моя оценка за компоненты была ниже, чем здесь. Следовательно, это необычно, а значит, я этому очень рад.
Это ваш первый взрослый чемпионат Европы, как он вам?

Превосходно. Весь чемпионат великолепен, и каждое утро он для меня таков. Когда я открываю глаза и понимаю, что я здесь, то пробуждаюсь совсем.
Are you satisfied now? (smile)
Yes, I have a new personal best, and I didn't expect that, because at Juniors the components are lower than here, so that's unusual, so I'm very happy with that.
It is your first European Championships, how do you like it?
В произвольной программе у Пфайфхофера был 12-й стартовый номер.
Первый элемент — тройной лутц — был сорван. Ошибки последовали и далее, а итоговая оценка за компоненты составила всего лишь 56,20. Общая сумма за выступление в произвольной программе — 105,19, это шестнадцатый результат.
Закончил Морис чемпионат на 14-й строчке с общей суммой баллов 163,08, что, тем не менее, и поныне является его лучшим достижением по системе ИСУ на международном уровне.
Но чемпионат Европы был не единственным крупномасштабным турниром, на который Морису позволило пробиться третье место на национальном чемпионате. В сезоне 2006—2007 он также принял участие в чемпионате мира среди юниоров, прошедшем в немецком городе Оберстдорф. В короткой программе швейцарец, стартовав под 41-м номером, остановился на 13-й позиции с результатом 53,56. Но в произвольной программе, допустив три падения (на тройном флипе, тройном риттбергере и дорожке шагов), он показал лишь 19-й результат. В итоге он занял 14-е место на чемпионате с общим результатом 143,24, уступив лишь 0,09 балла закончившему турнир на место выше Михалу Бржезине
.
В следующем сезоне первыми для Пфайфхофера турнирами стали Sofia Cup и John Curry Memorial («Мемориал Джона Карри»), являющиеся этапами юниорского Гран-при. На первом он стал 7-м с результатом 149,45, а на втором — только 12-м. 8 декабря 2007 года он выиграл серебряную медаль на чемпионате Швейцарии 2008, уступив лишь многократному чемпиону Швейцарии Стефану Ламбьелю. Несмотря на то, что отставание от победителя составило 31,05 балла, сумма Пфайфхофера по его меркам была весьма значительной — 178,50.
Уже после короткой программы Морис шёл на втором месте благодаря своему безошибочному прокату, который судьи оценили на 63,96.
В произвольной программе Пфайфхофер исполнил четыре различных тройных прыжка и три раза прыгнул двойной аксель, так и не уступив второго места в общем зачёте. Этот результат был оценён, как неожиданность.
Успех на национальном чемпионате обеспечил Пфайфхоферу место на чемпионате Европы. В короткой программе этого турнира Морис стартовал под 21-м номером. Сумма за прокат составила 49,84, что позволило Морису занять только 23-ю строчку.
В произвольной программе Морис стартовал в первой разминке под номером 3. Его техническая оценка составила на этот раз 50,48, в то время как оценка за компоненты — 45,00
.
В целом он не был доволен собой на тот раз, свидетельство тому — фрагмент из интервью:

Как вы себя чувствуете сейчас?
Я наполовину счастлив, наполовину нет. Это было не лучшее мое выступление.
Оригинальный текст (англ.)How do you feel now?

I’m half happy and half sad. It wasn’t my best performance.

Итоговая сумма за произвольную программу — 94,48, это 22-й результат. Пфайфхофер финишировал на 22-й позиции с общей суммой 144,32.
В этом же сезоне состоялся последний для Пфайфхофера юниорский чемпионат мира. Проходил он в Софии, в конце февраля — начале марта. В короткой программе Морис, стартовавший под номером 43, стал лишь 15-м. Судьи поставили ему 25,91 очка за технику и 25,32 за компоненты. Зато в произвольной он сумел занять 10-ю строчку, стартовав во второй разминке под номером 9. За технику он получил 60,95, за компоненты меньше — 50,70. По итогам всего чемпионата Пфайфхофер финишировал на 12-м месте.

### Травма и смена тренеров
Почти весь сезон 2008-2009 Пфайфхоферу пришлось пропустить вследствие травмы: осенью он получил разрыв крепления мышцы в районе ягодицы и не раз после этого подумывал о завершении карьеры. «Последний год оказался чрезвычайно тяжёлым. Но я его выдержал, и при этом повзрослел» — говорил сам спортсмен.
В мае 2009 года, после 15 лет работы с Марком и Анитой Пеппердэй, Пфайфхофер перешёл под руководство Георге Чипера, на тот момент 32-летнего спортсмена из Румынии, двукратного участника Олимпийских игр и восьмикратного победителя национального чемпионата. Швейцарец пояснял, что ему нужен был новый импульс и новое «тёплое гнёздышко».
В начале июля Морис тренировался в течение недели под руководством Виктора Кудрявцева в Флимсе. После этого он вместе с Чипером поехал для двухнедельных занятий в Оберстдорф. Затем, по прошествии недельного перерыва он продолжил тренировки во Флимсе вместе со швейцарской сборной. В завершение летних тренировок он отправился вместе с Чипером в «Академию фигурного катания» в Шампери.
Примерно за полтора года Чипер улучшил технику Пфайфхофера, привил ему способности к профессиональной оценке обстановки, побудил его посещать силовые тренировки и стрельбу, а также обучил Мориса упражнениям для плечевых мышц. Впоследствии тренер отмечал, что у Пфайфхофера определённо есть талант, просто он не в полной мере использовал свои возможности. И в начале зимы 2010 года он уже без преувеличения говорил: «Его прогресс очевиден, перспективы хорошие».
Следующий сезон для Пфайфхофера стал своего рода промежуточным, сезоном переориентации и подготовки к возвращению в прежнее состояние. В начале зимы он участвовал в национальном чемпионате, где стал 4-м в короткой программе, 7-м в произвольной и лишь 6-м в итоге, набрав в общей сложности 148,63 очка. Это не позволило ему отобраться на соревнования более высокого уровня в том сезоне.

### 2010—2011: закат карьеры
В сезоне 2010—2011 музыкой для произвольной программы Мориса был выбран саундтрек из фильма «Одинокий мужчина». В конце сентября 2010 года Пфайфхофер принял участие в турнире Nebelhorn Trophy. На этом соревновании он показал лишь 16-й результат, набрав в итоге 136,49 балла. Тем не менее, эта программа всё же принесла ему успех — на турнире Coupe de Nice, где он финишировал на 10-м месте с суммой баллов 159,98 (второй результат в карьере). «Хотя конец очень печален, — говорил про программу сам спортсмен, — я могу свободно выражать на льду свои чувства». Отмечается, что на льду грустная программа оказалась полной противоположностью по отношению к положительному настрою возвращающегося в прежнюю форму Пфайфхофера.
С 9 по 11 декабря того же года Пфайфхофер выступал в современнейшем спортивном комплексе «Боссард-Арена» в городе Цуг, на национальном чемпионате. В короткой программе там он стал 4-м, получив 48,39 очка в сумме, в произвольной же набрал 100,84 балла, что стало вторым результатом. Тем не менее, Пфайфхофер остался на четвёртом месте, вслед за Микаэлем Редином, Лораном Альваресом и Стефаном Волкером.
В январе 2011 года Морис Пфайфхофер и Стефан Волкер участвовали в отборочном этапе чемпионата Европы. Их выступления прошли на стадионе «Пост Финанс-Арена». Самую значительную ошибку в своей программе Морис допустил при исполнении второго риттбергера, на котором он приземлился, исполнив лишь один оборот. Также были недокручены ещё четыре прыжка, в частности, тройной лутц и тройной риттбергер в начале программы. Зато по компонентам он получил четвертую на том соревновании оценку. Во время выступления Пфайфхофер ощущал сильное психологическое давление, и о своих впечатлениях высказался так:

Для меня было бы невероятно сложно отправиться домой до того момента, как я начал чемпионат Европы по-настоящему.
Оригинальный текст (нем.)Es wäre extrem hart für mich gewesen, nach Hause zu gehen, bevor die Europameisterschaften richtig begonnen haben.

Через некоторое время он поехал в Берн, чтобы принять участие в короткой программе. Там Пфайфхофер получил 6-й стартовый номер. На стадионе царил невероятный холод, и соотечественница Мориса Сара Майер даже прислала ему SMS «Rock that fridge!». Начало самого же выступления Пфайфхофера было небезошибочным: он недокрутил тройной лутц. Вторым элементом был тройной риттбергер, к которому он не сумел добавить запланированный каскад. Заключительным прыжковым элементом был двойной аксель. Набрав в общей сложности за своё выступление лишь 46,93 балла, Пфайфхофер занял в итоге 26-е место, таким образом не сумев отобраться в произвольную программу.
В апреле сезона 2011 года двадцатидвухлетний Морис Пфайфхофер заявил о завершении любительской карьеры, поблагодарив всех кто ему помог — Марка и Аниту Пеппердэй, Георге Чипера, родителей и швейцарскую федерацию фигурного катания.

### Вне спорта
13 февраля 2011 года Морис Пфайфхофер принял участие в ледовом шоу в Гларусе, которое проводилось под руководством менеджера Франсеско Кремонезе (итал. Francesco Cremonese). Начиналось шоу в 13:30, выступал Морис в обоих отделениях гала-концерта: в первом восьмым по счёту, а во втором — под порядковым номером 22. После завершения соревновательной карьеры он заключил восьмимесячный контракт на выступления в морских круизах, начинавшиеся в апреле 2011 года. В его дальнейшие планы входило получение к 2012 году аттестата зрелости и лицензии тренера по фигурному катанию. В 2012 году, уже работая как тренер в клубе фигурного катания коммуны Рапперсвиль-Йона (кантон Санкт-Галлен), Пфайфхофер участвовал с другими действующими и бывшими звёздами швейцарского фигурного катания в гала-представлении по случаю 50-летия клуба. Он исполнял роль Джеймса Бонда в парной композиции, где воспитанница клуба Алиса Оберхольцер играла «девушку Бонда».
В хобби Мориса Пфайфхофера входят, в частности, кулинария и времяпрепровождение с друзьями.

## Личные рекорды
Лучшим результатом по системе ИСУ Мориса Пфайхофера является сумма по итогам двух программ 163,08 балла, рекорд установлен на чемпионате Европы 2007 года. Лучшие очки за короткую программу — 57,89, также полученные на чемпионате Европы 2007 года в Варшаве, а за произвольную — 111,65 (результат произвольной программы на чемпионате мира 2008 года среди юниоров). Наибольшая из когда-либо полученных Морисом техническая оценка в короткой программе — 29,47, за компоненты — 27,61. В произвольной программе лучшие за все время карьеры технические очки — 60,95, за общее впечатление — 50,70.

## Программы
| Сезон     | Произвольная программа                                                                                    | Короткая программа                                                      | Показательные выступления                                              |
| --------- | --- | ----------------------------------------------------------------------- | ---------------------------------------------------------------------- |
| 2007-2008 | Spiderman, Harry Potter, The Last King of Scotland Продолжительность: 4:37 Хореограф: Анита Пеппердэй     | Dreamer Продолжительность: 2:47 Хореограф: Анита Пеппердэй              | Timbaland Apologize Продолжительность: 3:00 Хореограф: Анита Пеппердэй |
| 2006-2007 | The Original Four Seasons — Summer, Canon in D (Piano) Продолжительность: 4:08 Хореограф: Анита Пеппердэй | Casper Продолжительность: 2:47 Хореограф: Анита Пеппердэй               | Feel Робби Уильямс Продолжительность: 3:20 Хореограф: Анита Пеппердэй  |
| 2005-2006 | The Original Four Seasons — Summer, Canon in D (Piano) Продолжительность: 4:08 Хореограф: Анита Пеппердэй | Romeo and Juliet Продолжительность: 2:48 Хореограф: Анита Пеппердэй     | —                                                                      |
| 2004-2005 | Xotika Продолжительность: 4:09 Хореограф: Анита Пеппердэй                                                 | Titanic (soundtrack) Продолжительность: 2:46 Хореограф: Анита Пеппердэй | —                                                                      |
| 2003-2004 | Xotika Продолжительность: 4:09 Хореограф: Анита Пеппердэй                                                 | Tanz der Vampire Продолжительность: 2:38 Хореограф: Анита Пеппердэй     | —                                                                      |

## Спортивные достижения
| Соревнование                              | 2002-03 | 2003-04 | 2004-05 | 2005-06 | 2006-07 | 2007-08 | 2008-09 | 2009-10 | 2010-11 |
| ----------------------------------------- | ------- | ------- | ------- | ------- | ------- | ------- | ------- | ------- | ------- |
| Чемпионаты Европы                         |         |         |         |         | 14      | 22      |         |         | 26      |
| Чемпионаты мира среди юниоров             |         |         | 18      | 14      | 17      | 12      |         |         |         |
| Чемпионаты Швейцарии                      | 1 J.    | 4       | 3       | 4       | 3       | 2       |         | 6       | 4       |
| Международный кубок Ниццы                 |         |         |         |         |         |         |         |         | 10      |
| Турнир «Crystal Skate of Romania»         |         |         |         |         |         |         | WD      |         |         |
| Nebelhorn Trophy                          |         |         |         |         |         |         |         |         | 16      |
| Triglav Trophy                            |         |         |         |         |         |         | 5       |         |         |
| Этапы юниорского Гран-при, Великобритания |         |         |         |         |         | 12      |         |         |         |
| Этапы юниорского Гран-при, Болгария       |         |         |         | 10      |         | 7       |         |         |         |
| Этапы юниорского Гран-при, Румыния        |         |         |         |         | 8       |         |         |         |         |
| Этапы юниорского Гран-при, Венгрия        |         |         | 9       |         | 6       |         |         |         |         |
| Этапы юниорского Гран-при, Эстония        |         |         |         | 8       |         |         |         |         |         |
| Этапы юниорского Гран-при, Белград        |         |         | 10      |         |         |         |         |         |         |
| Этапы юниорского Гран-при, Хорватия       |         | 10      |         |         |         |         |         |         |         |
| Этапы юниорского Гран-при, Словакия       |         | 15      |         |         |         |         |         |         |         |
| European Youth Olympic Days               |         |         | 5       |         |         |         |         |         |         |
| Gardena Spring Trophy                     | 9       | 6       |         |         |         |         |         |         |         |

- J = Юниорский уровень
- WD = Снялся с соревнований

## Подробные результаты

### После 2006 года
| Подробные результаты         | Подробные результаты                          | Подробные результаты | Подробные результаты   | Подробные результаты | Подробные результаты | Подробные результаты | Подробные результаты |
| Сезон 2010—2011              | Сезон 2010—2011                               | Сезон 2010—2011      | Сезон 2010—2011        | Сезон 2010—2011      | Сезон 2010—2011      | Сезон 2010—2011      | Сезон 2010—2011      |
| Дата                         | Соревнование                                  | Короткая программа   | Произвольная программа | Итог                 |                      |                      |                      |
| ---------------------------- | --------------------------------------------- | -------------------- | ---------------------- | -------------------- | -------------------- | -------------------- | -------------------- |
| 24 — 30 января 2011          | Чемпионат Европы 2011                         | 26 46,93             | —                      | —                    |                      |                      |                      |
| 24 — 30 января 2011          | Чемпионат Европы 2011 — предварительный раунд | —                    | 6 100,73               | 6 100,73             |                      |                      |                      |
| 9 — 11 декабря 2010          | Чемпионат Швейцарии 2011                      | 4 48,39              | 2 108,84               | 4 157,23             |                      |                      |                      |
| 13 — 17 октября 2010         | Турнир «Coupe Internationale de Nice» 2010    | 12 53,82             | 9 106,16               | 10 159,98            |                      |                      |                      |
| 22 — 25 сентября 2010        | Nebelhorn Trophy 2010                         | 15 46,73             | 16 89,76               | 16 136,49            |                      |                      |                      |
| Сезон 2009-2010              |                                               |                      |                        |                      |                      |                      |                      |
| 10 — 12 декабря 2009         | Чемпионат Швейцарии 2010                      | 4 55,52              | 7 93,11                | 6 148,63             |                      |                      |                      |
| Сезон 2008-2009              |                                               |                      |                        |                      |                      |                      |                      |
| 2 — 4 апреля 2009            | Triglav Trophy 2009                           | 4 55,52              | 7 93,11                | 6 148,63             |                      |                      |                      |
| 4 — 8 марта 2009             | AEGON Challenge Cup 2009                      | 6 57,15              | 11 95,31               | 10 152,46            |                      |                      |                      |
| Сезон 2007-2008              |                                               |                      |                        |                      |                      |                      |                      |
| 25 февраля — 2 марта 2008    | Чемпионат мира среди юниоров 2008             | 15 51,23             | 10 111,65              | 12 162,88            |                      |                      |                      |
| 21 — 27 января 2008          | Чемпионат Европы 2008                         | 23 49,84             | 22 94,48               | 22 144,32            |                      |                      |                      |
| 7 — 8 декабря 2007           | Чемпионат Швейцарии 2008                      | 2 63,96              | 2 114,54               | 2 178,50             |                      |                      |                      |
| 18 — 21 октября 2007         | JGP John Curry Memorial 2007                  | 7 52,03              | 12 94,19               | 12 146,22            |                      |                      |                      |
| 2 — 6 октября 2007           | JGP Sofia Cup 2007                            | 9 47,55              | 5 101,90               | 7 149,45             |                      |                      |                      |
| Сезон 2006-2007              |                                               |                      |                        |                      |                      |                      |                      |
| 26 февраля — 4 марта 2007    | Чемпионат мира среди юниоров 2007             | 13 53,56             | 19 89,68               | 17 143,24            |                      |                      |                      |
| 22 — 28 января 2007          | Чемпионат Европы 2007                         | 14 57,89             | 16 105,19              | 14 163,08            |                      |                      |                      |
| 7 — 9 декабря 2006           | Чемпионат Швейцарии 2007                      | 4 47,74              | 3 112,67               | 3 160,41             |                      |                      |                      |
| 21 — 24 сентября 2006        | JGP Harghita Cup 2006                         | 12 41,08             | 7 90,00                | 8 131,08             |                      |                      |                      |
| 31 августа — 3 сентября 2006 | Этапы юниорского Гран-при, Венгрия            | 10 41,23             | 6 89,32                | 6 130,55             |                      |                      |                      |

### До 2007 года
| Сезон 2005-2006              | Сезон 2005-2006                                  | Сезон 2005-2006    | Сезон 2005-2006        | Сезон 2005-2006 | Сезон 2005-2006 | Сезон 2005-2006 | Сезон 2005-2006 |
| Дата                         | Соревнование                                     | Короткая программа | Произвольная программа | Итог            |                 |                 |                 |
| ---------------------------- | ------------------------------------------------ | ------------------ | ---------------------- | --------------- | --------------- | --------------- | --------------- |
| 6 — 12 марта 2006            | Чемпионат мира среди юниоров 2006                | 13 51,47           | 12 98,74               | 14 150,21       |                 |                 |                 |
| 17 — 19 февраля 2006         | Турнир «Кубок Хайко Фишера» среди юниоров 2006   | 3 43,67            | 1 95,14                | 2 138,81        |                 |                 |                 |
| 9 — 10 декабря 2005          | Чемпионат Швейцарии 2006                         | 7                  | 3                      | 4 122,79        |                 |                 |                 |
| 29 сентября — 2 октября 2005 | JGP Sofia Cup 2005                               | 16 36,21           | 7 92,13                | 10 128,34       |                 |                 |                 |
| 14 — 17 сентября 2005        | 2005 JGP Tallinn                                 | 13 38,23           | 5 92,11                | 8 130,34        |                 |                 |                 |
| Сезон 2004-2005              |                                                  |                    |                        |                 |                 |                 |                 |
| 28 февраля — 6 марта 2005    | 2005 JGP Tallinn                                 | 17 48,04           | 19 82,84               | 18 130,38       |                 |                 |                 |
| 22 — 29 февраля 2005         | Европейский юношеский Олимпийский фестиваль 2005 | 3                  | 6                      | 5               |                 |                 |                 |
| 6 — 8 января 2005            | Чемпионат Швейцарии 2005                         | 5                  | 3                      | 3               |                 |                 |                 |
| 22 — 25 сентября 2004        | Этапы юниорского Гран-при, Белград               | 8 41,96            | 11 78,62               | 10 120,58       |                 |                 |                 |
| 1 — 5 сентября 2004          | Этапы юниорского Гран-при, Будапешт              | 8 49,52            | 10 83,17               | 9 132,69        |                 |                 |                 |
| Сезон 2003-2004              |                                                  |                    |                        |                 |                 |                 |                 |
| 31 марта — 4 апреля 2004     | 2004 Gardena Spring Trophy                       | 7                  | 5                      | 6               |                 |                 |                 |
| 27 — 29 февраля 2004         | Турнир «Кубок Хайко Фишера» 2004                 | 8                  | 5                      | 5               |                 |                 |                 |
| 18 — 20 декабря 2003         | Чемпионат Швейцарии 2004                         | 5                  | 4                      | 4               |                 |                 |                 |
| 23 — 25 октября 2003         | Этапы юниорского Гран-при, Загреб                | 14                 | 9                      | 10              |                 |                 |                 |
| 18 — 21 сентября 2003        | JGP 2003 Skate Slovakia                          | 20                 | 13                     | 15              |                 |                 |                 |
| Сезон 2002-2003              |                                                  |                    |                        |                 |                 |                 |                 |
| 26 — 30 марта 2003           | 2003 Gardena Spring Trophy                       | 8                  | 9                      | 9               |                 |                 |                 |
| 21 — 23 февраля 2003         | Турнир «Кубок Хайко Фишера» среди юниоров 2003   | 2                  | 2                      | 2               |                 |                 |                 |
| 20 — 21 декабря 2002         | Чемпионат Швейцарии среди юниоров 2003           | 4                  | 2                      | 2               |                 |                 |                 |
| Сезон 2001-2002              |                                                  |                    |                        |                 |                 |                 |                 |
| 17 — 21 апреля 2002          | Турнир «Triglav Trophy» 2002 среди новичков      | 2                  | 2                      | 2               |                 |                 |                 |
| 22 — 24 февраля 2002         | Турнир «Кубок Хайко Фишера» 2002 среди новичков  | 2                  | 1                      | 1               |                 |                 |                 |
| 20 — 22 декабря 2001         | Чемпионат Швейцарии среди юниоров 2002           | 1                  | 3                      | 3               |                 |                 |                 |
| Сезон 2000-2001              |                                                  |                    |                        |                 |                 |                 |                 |
| 18 — 22 апреля 2001          | Турнир «Triglav Trophy» 2001 среди новичков      |                    |                        | 2               |                 |                 |                 |

## Комментарии
1. ↑  Встречаются также написания Пфейфхофер[2], Пфейфофер.
2. ↑  Сезон в фигурном катании начинается осенью и кончается весной, то есть охватывает два года. Чемпионат Швейцарии и некоторых других стран всегда называется по второму году сезона, даже если он проходит в конце первого года этого сезона. К примеру, чемпионат Швейцарии в сезоне 2001-2002 прошел в декабре 2001 года, но, тем не менее, назван был все равно Чемпионат Швейцарии 2002.
3. ↑  На чемпионатах Швейцарии, Германии и Франции могут участвовать граждане соседних стран